# Ганиев, Шухрат Мадаминович
Шухрат Мадаминович Ганиев (узб. Shuhrat Madaminovich G‘aniyev; 11 сентября 1968 года, Маргилан, Ферганская область, Узбекская ССР, СССР) — Один из влиятельных узбекских политиков. Советник Президента Республики Узбекистан. Заместитель премьер-министра Республики Узбекистан, глава комплекса по аграрным и продовольственным вопросам с 2020 года, до 2023 года, хоким Ферганской области, член Сената Олий Мажлиса Республики Узбекистан с 2012 по 2020,.

## Биография
В 1985 году поступил в Ташкентский институт сельского хозяйства, который окончил в 1992 году.
В 1987—1989 гг. проходил военную службу.
В 1989—1996 гг. — ведущий специалист Маргиланской базы Ферганского областного потребительского объединения.
В 1996—2000 гг. — заместитель председателя правления, председатель правления Маргиланского межобластного акционерного общества «Agrokimyota’minot».
В 2000—2001 гг. — председатель правления акционерного объединения «Agrokimyota’minot».
В 2001—2002 гг. — председатель правления акционерного объединения «Qishloqxo‘jalikkimyo».
В 2002—2004 гг. — заместитель председателя правления государственной акционерной компании «O’zqishloqxo’jalikkimyo».
В 2005 году окончил Ташкентский химико-технологический институт.
В 2004—2007 гг. — заместитель председателя правления государственной акционерной компании «O’zkimyosanoat».
В 2007—2008 гг. — заведующий Информационно-аналитическим департаментом по вопросам сельского и водного хозяйства, переработки сельскохозяйственной продукции и потребительских товаров Кабинета Министров Республики Узбекистан.
В 2008—2011 гг. — первый заместитель хокима Ферганской области по вопросам сельского и водного хозяйства.
В 2011—2012 гг. — исполняющий обязанности хокима Ферганской области.
В 2012—2020 гг. — хоким Ферганской области, член Сената Олий Мажлиса Республики Узбекистан.
С 25 сентября 2020 года — Заместитель премьер-министра Узбекистана, глава комплекса по аграрным и продовольственным вопросам.
Семья
Жена Машрабаева Хилола Худобердиевна (1972), имеет 5 детей (Зумрадхон Мадаминова(1994) , Мархаматхон Мадаминова (1996—2015), Барчиной Мадаминова (2000), Шерзодбек Ганиев(2001), Уткирбек Ганиев(2007)

## На посту хокима Ферганской области, а также инциденты в СМИ
В январе 2018 года в ходе одного из видеоселекторных совещаний Шухрат Ганиев заявил, что 16 жителей Ташлакского района, направлявшихся в Россию на заработки и погибших 18 января 2018 года в результате возгорания автобуса, в котором они ехали, опозорили Ферганскую область. Хоким распорядился отказать жителям данного района в совершении хаджа. Также он сказал, что запрещает жителям Ферганской области выезжать в трудовую миграцию, и велел своим помощникам провести разъяснительную работу с перевозчиками, курсирующими между Ферганской долиной и Ташкентом.
21 июня 2018 года во время видеоселекторного совещания Президент Узбекистана Шавкат Мирзиёев сказал: «Почему я недоволен хокимом Ферганской области… Извините, но он мне напоминает председателя колхоза. Я не могу проводить реформы с таким человеком».
8 января 2019 года Национальное информационное агентство Узбекистана опубликовало интервью с Шухратом Ганиевым. В нём он осудил руководителей, допускающих грубое отношение к сотрудникам, но подчеркнул, что требовательность необходима для выполнения поставленных задач.
2 августа 2019 года Шавкат Мирзиёев на видеоселекторном совещании снова подверг критике деятельность хокима. Поводом стало недовольство жителей Риштана массовым сносом домов, включая мастерских керамистов, в ходе реконструкции города. Кроме того, сообщалось, что к благоустроительным работам были привлечены порядка 13 500 сотрудников различных организаций. Министерство занятости и трудовых отношений Узбекистана по этому поводу заявило, что люди были привлечены незаконно. На следующий после совещания день Шухрат Ганиев выступил с публичными извинениями за допущенные недостатки в своей работе.
В конце сентября 2019 года ряд СМИ распространил аудиозапись, сделанную на совещании с участием Ганиева. На нём глава области грубо высказался в адрес мужчин, носящих длинные бороды, а также женщин с платками и хиджабами на голове. Хокимият Ферганской области отреагировал на публикацию записи заявлением, в котором говорилось, что хоким и должностные лица областной администрации «изучили мнения… и сделали соответствующие выводы».
Высказывания Шухрата Ганиева, попавшие в аудиозапись, послужили поводом для созыва заседания Комиссии по регламенту и этике Сената Олий Мажлиса 30 сентября 2019 года, на котором сенатору Ганиеву было вынесено «строгое предупреждение» и дан трёхмесячный испытательный срок.
Данный инцидент впоследствии прокомментировал Шавкат Мирзиёев во время торжественной церемонии награждения отличившихся на чемпионате мира по боксу спортсменов и тренеров. «В социальных сетях поднимается много вопросов, — сказал он, обращаясь к матери одного из спортсменов, на которой был платок. — Как узбекской женщине идут платки, как ей идет узбекская одежда!» «Ваш образ для меня — образ священной узбекской матери. Никто и никогда в Узбекистане не будет против того, чтобы наши добрые матери, сестры так одевались», — заявил президент.
В начале октября 2019 года СМИ сообщали, что Шухрат Ганиев во время совещания со своими подчинёнными якобы проговорился, что депутаты Олий Мажлиса и местных советов назначаются сверху, а не избираются. Ганиев также заявил, что депутатами на выборах, запланированных на 22 декабря, «станут только те, кто отличится в борьбе с носителями бород и платков». В ЦИК Узбекистана слова хокима назвали «безосновательными».
В декабре 2019 года издание «Озодлик» опубликовало аудиозапись, на которой Шухрат Ганиев якобы спросил у хокима Кувинского района, когда «чиновники прочитают поминальную молитву тому блогеру, который осветил ситуацию с перекрытием дороги из-за отсутствия газа и электричества в районе». Пресс-служба администрации области заявила о непричастности хокима области, назвав аудиозапись «очередной клеветой» и «грубым монтажом». 19 декабря Генеральная прокуратура Узбекистана сообщила, что ведомство занялось изучением аудиозаписи и выяснением обстоятельств, при которых она была сделана.
31 мая 2020 года на эксклаве Сох Ферганской области вблизи границы с Киргизией произошёл конфликт между жителями приграничной территории из-за воды.
2 июня 2020 года появилась аудиозапись, на которой мужчина, чей голос похож на голос Шухрата Ганиева, угрожает стереть село Лимбур и другие «конфликтные» поселения с карты Сохского района.
4 июня 2020 года узбекские СМИ удалили статьи о недовольстве жителей Соха хокимом Ганиевым.

## Награды
- Орден «Мехнат шухрати» (2019)[36]